# Castro de Elviña
Castro de Elviña là một khu vực đổ nát ở A Coruña (tỉnh), Galicia (Tây Ban Nha), Tây Ban Nha. Trước đây, nơi này là một pháo đài trên đồi, mang tính đặc trưng của văn hóa Castro trên bán đảo Iberia. Khu vực này được công nhận là di tích lịch sử năm 1962.

## Hình ảnh

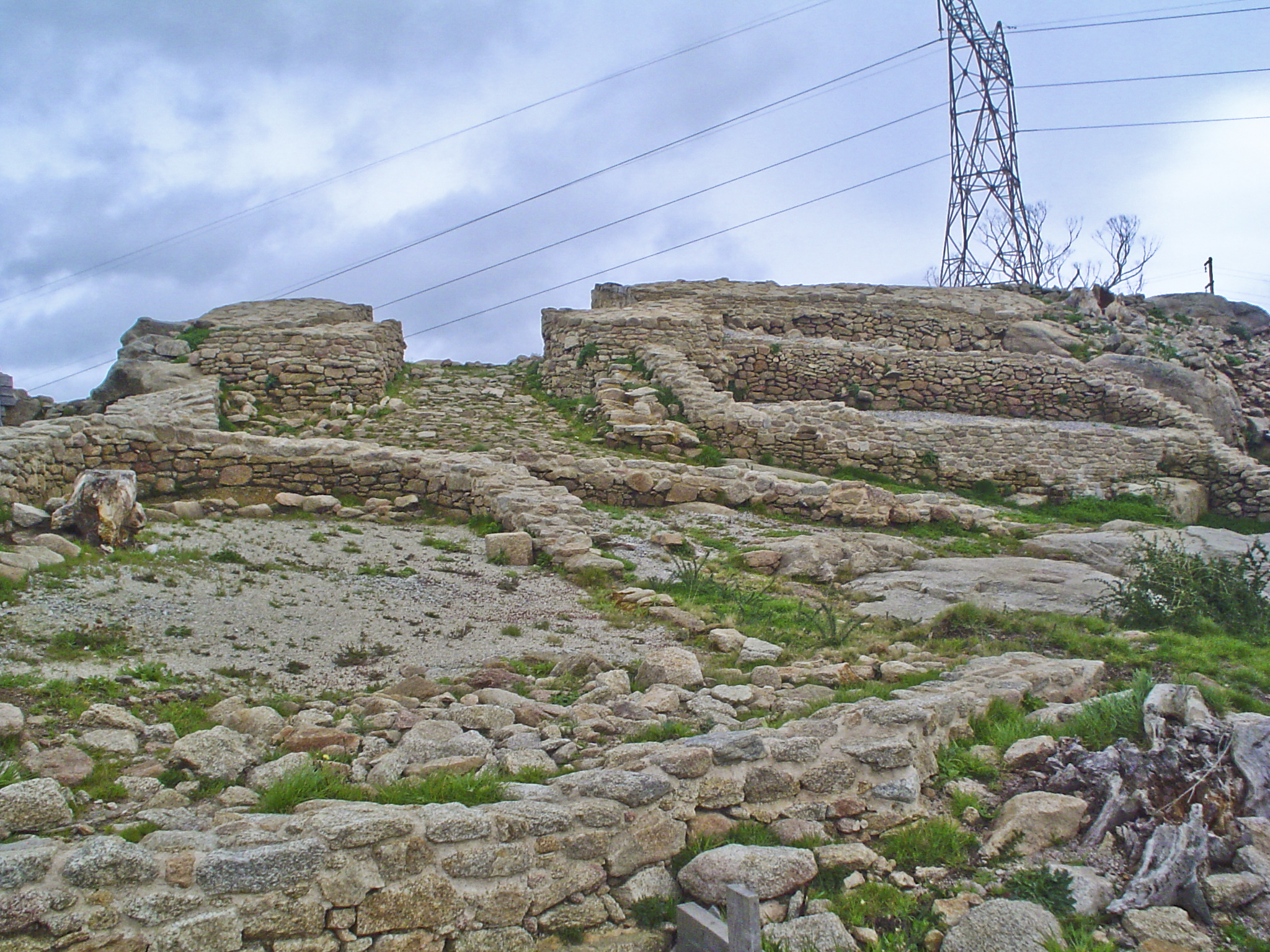
Các vết tích còn lại
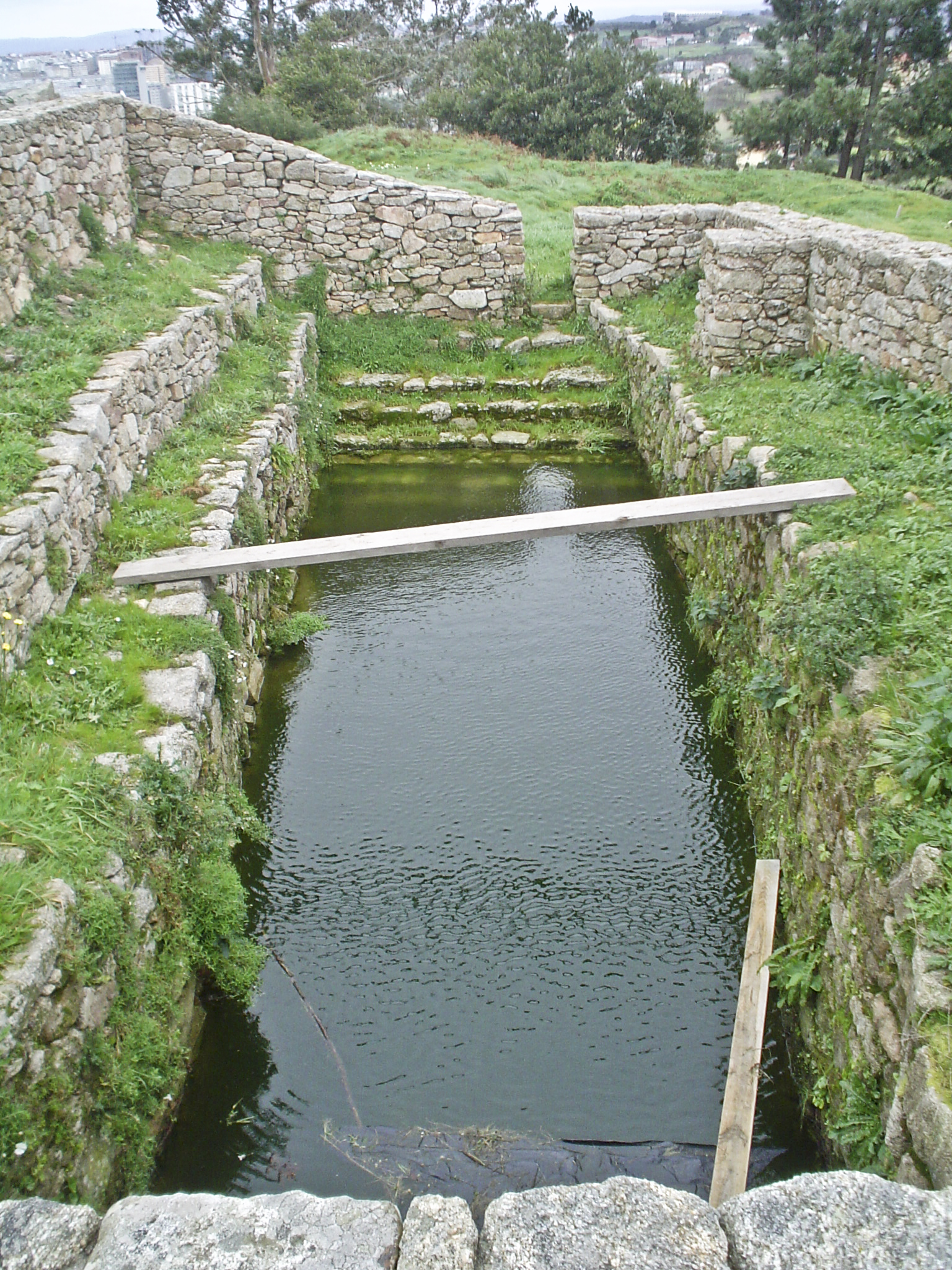
Bể chứa nước